# Geronimo Corsini
Geronimo Corsini (russisch Иероним Доминикович (Дементьевич) Корсини; * 1808 in St. Petersburg; † 1876) war ein russischer Architekt.

## Leben
Corsini war der Sohn des Künstlers Domenico Corsini, der 1802 aus Bologna nach St. Petersburg gekommen war. Er besuchte die deutsche Annenschule in St. Petersburg und dann das 2. Gymnasium. Das Studium an der St. Petersburger Militärhauptingenieurhochschule schloss er im Dezember 1830 als Praporschtschik ab. Er bildete sich fort und führte eine Reihe von bemerkenswerten Bauten aus. Zwischen 1831 und 1833 baute er die Gebäude des Demidow-Hauses für pflegebedürftige Arbeiter an der Moika.
Nach 6 Jahren im Militärdienst ließ sich Corsini beurlauben und arbeitete ab 1836 als Zivilingenieur im Kontor für Staatsbesitz des Gouvernements St. Petersburg und im Hofintendanturkontor für Staatsbesitz. Ab 1838 arbeitete er im Hofintendanturkontor des Ministeriums für den kaiserlichen Hof und in weiteren Ministerien.

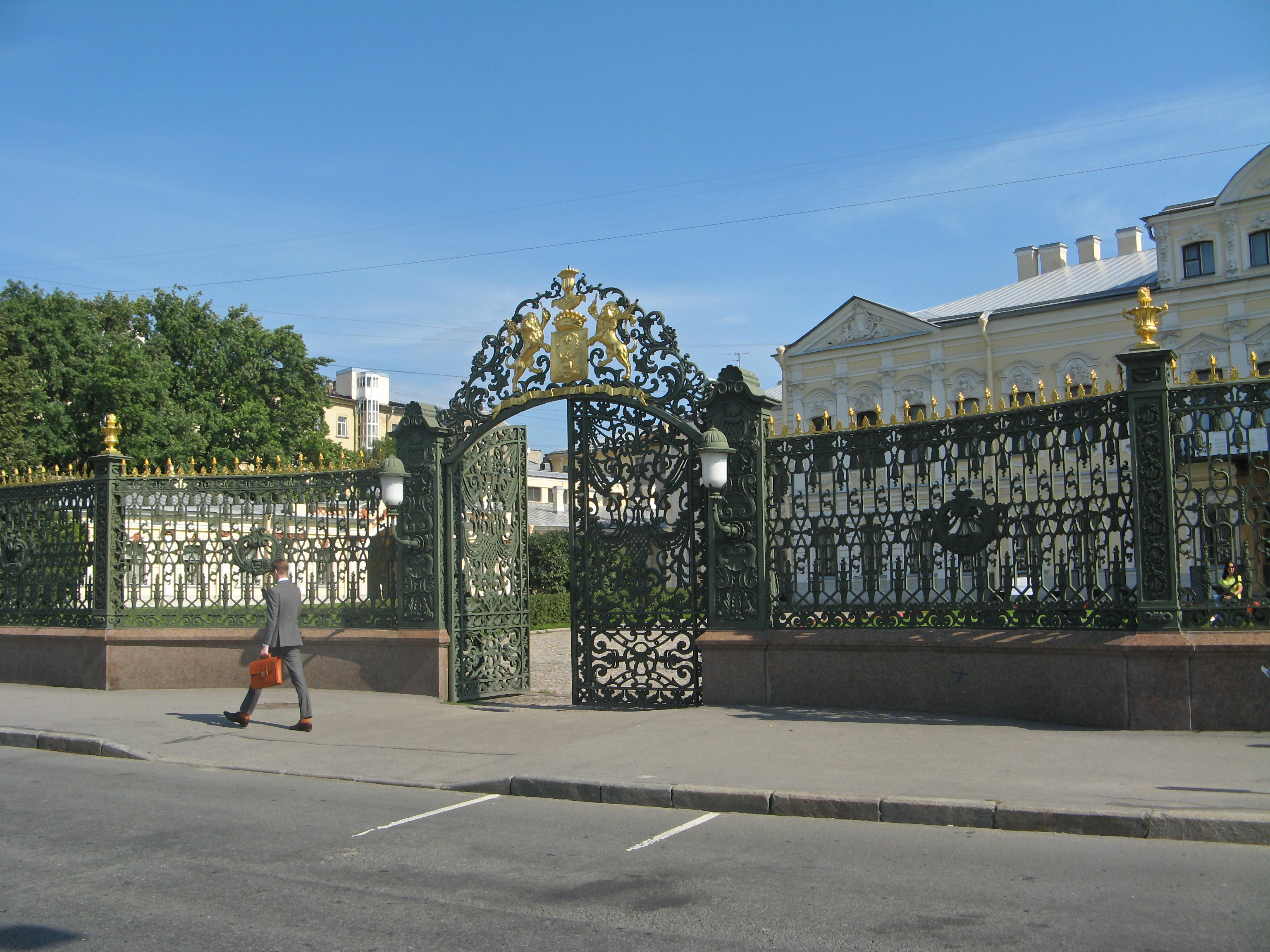
Gitter des Scheremetew-Palais

Neben seiner Arbeit im Staatsdienst war Corsini 1837–1853 Architekt des Grafen Dmitri Nikolajewitsch Scheremetew. 1837 errichtete Corsini das gusseiserne Gitter vor dem St. Petersburger Scheremetew-Palais und eine Ballgalerie in dem Palais sowie eine Datsche in Uljanka an der Newabucht. 1841–1842 baute er das Haus der römisch-katholischen Stanislaus-Kirche und 1845–1847 das Haus des Staatssekretariats des Königreichs Polen.

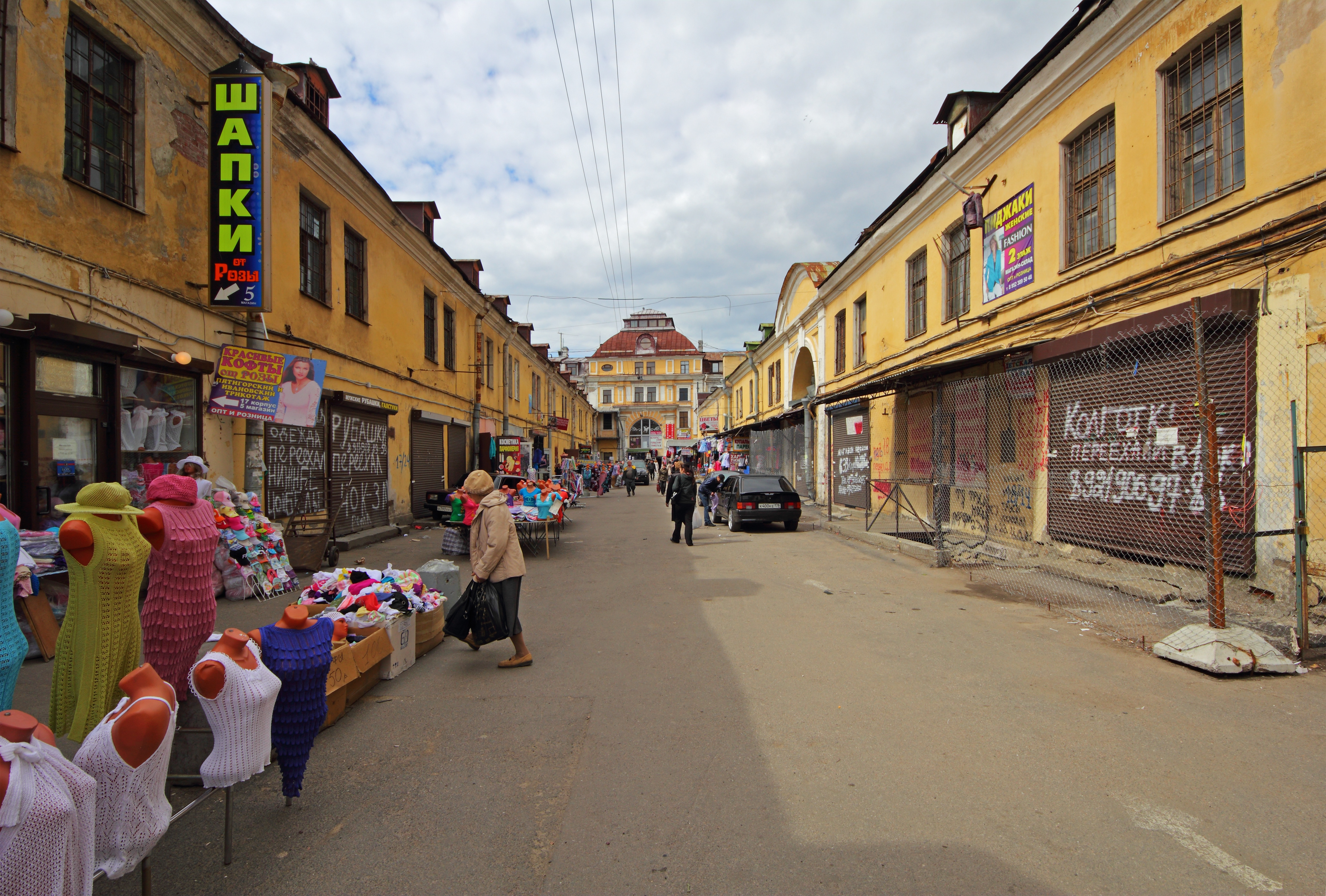
Apraxin-Hof

1845 ernannte die Akademie der Künste Corsini zum Nominierten Akademiker. 1849 wurde er für sein Programm zur Projektierung eines Adelsversammlungshauses in der Hauptstadt zum Mitglied der Akademie der Künste mit dem Titel Akademiker gewählt.
In den Jahren 1851–1862 erstellte Corsini verschiedene Projekte, darunter ein Gebäude mit Räumen für einen Rat für den persischen Schah und eine Moschee für den türkischen Sultan. 1853 baute Corsini das Hauptgebäude des Demidow-Hauses für pflegebedürftige Arbeiter um und richtete darin eine Hauskirche ein. 1856 war er anlässlich der Krönung Alexanders II. an verschiedenen Baumaßnahmen in St. Petersburg beteiligt. Als beim St. Petersburger Brand im Mai 1862 der Apraxin-Hof an der Fontanka, auf dem sich mit dem benachbarten Schtschukin-Hof fast der gesamte Antiquariatsbuchhandel St. Petersburgs konzentriert hatte, größtenteils zerstört wurde, erstellte Corsini einen Gesamtplan für den Wiederaufbau und baute im Auftrag Anton Stepanowitsch Apraxins von August 1862 bis Juli 1863 auf dem Apraxin-Hof die Ladenreihe an der Alexandrowskaja Linija. Eine weitere Ladenreihe baute Alexander Krakau.
Corsini war verheiratet mit der Schriftstellerin Marija Antonowna Corsini geborene Bystroglasowa und hatte zwei Töchter und einen Sohn. Die zweite Tochter Natalja heiratete den Revolutionär Nikolai Issaakowitsch Utin.